# Pungeleria nigrofasciata
Pungeleria nigrofasciata är en fjärilsart som beskrevs av Feltin 1938. Pungeleria nigrofasciata ingår i släktet Pungeleria och familjen mätare. Inga underarter finns listade.